# Antoine Berman
Antoine Berman (* 24. Juni 1942 in Argenton-sur-Creuse; † 22. November 1991 in Paris) war ein französischer Literaturkritiker, Philosoph und Translationswissenschaftler.
Obwohl er nur wenige Werke veröffentlicht hat, wird er als sehr wichtig im Feld der Übersetzungswissenschaft betrachtet, insbesondere im spanischsprachigen Raum.

## Werke
- L’épreuve de l’étranger. Culture et traduction dans l’Allemagne romantique: Herder, Goethe, Schlegel, Novalis, Humboldt, Schleiermacher, Hölderlin. Gallimard, Essais, 1984 (rééd.: coll. Tel).[2]
- Pour une critique des traductions. John Donne (Œuvre posthume). Gallimard, Bibliothèque des idées, 1995
  - Anwalt der Zweitgeborenen, Rolf Pütter über dieses Buch, ReLÜ, Rezensionen online, 5, 2007.
- La traduction et la lettre ou l’auberge du lointain. Seuil, 1999. (Zuerst erschienen in Antoine Berman (Hrsg.): Les tours de Babel. Mauvezin: Trans-Europ-Repress, 1985, S. 35–150.)
- L’âge de la traduction. «La tâche du traducteur» de Walter Benjamin, un commentaire. Presses universitaires de Vincennes, 2008